# 舒元褒
舒元褒（?—?），婺州东阳（今属浙江）人，唐朝政治人物。
宰相舒元舆之弟。进士第三人，擢贤良方正。曾官左拾遺。舒元褒對皇帝說：“近日宮中修造太多。”皇帝問：“何處修造？”元褒卻說不出來。晏敬誣称宋申锡联络漳王，商议谋反。文宗詢問官员意见。崔玄亮與舒元褒、蔣係、裴休、韋溫等十一人都請文宗重新和宰相商议，并由适当的部门来调查。文宗怒气稍解。牛僧孺也说没必要谋反。终官司封员外郎。元褒卒後不久，甘露之變爆發，全族被誅。